# Rozalia Elster
Rozalia Elster (ur. 17 września 1914) – polska „Sprawiedliwa wśród Narodów Świata”.

## Życiorys
W trakcie II wojny światowej pomagała Żydom. Zamieszkiwała wówczas w Warszawie na Grochowie, będąc sąsiadką rodziny Lejbcygerów (Czupryniaków). Miała dwoje dzieci, sześcioletniego Krzysztofa i czteroletnią Teresę. Po utworzeniu getta Rozalia Elster, której mąż był jeńcem wojennym w Niemczech, zgodziła się udzielić schronienia Abramowi i Soni Lejbcygerom, ich synowi Dowowi i ich trzem córkom: Róży, Wandzie i Stefanii. Aby uniknąć odkrycia przez sąsiadów, Elster wraz z dwiema córkami przeprowadziła się do innego mieszkania w innej dzielnicy Warszawy. Lejbcygerowie przebywali u Rozalii do powrotu jej męża z niewoli jesienią 1941 r. Ponieważ mieszkanie było zbyt małe, aby pomieścić tak dużą liczbę osób, Elster zdobyła dla Lejbcygerów fałszywe dokumenty, co umożliwiło im wynajęcie kolejnego mieszkania. Dzięki sfałszowanym dokumentom ich syn i jedna z córek (Stefania) zarejestrowali się do pracy w Niemczech i przebywali tam aż do wyzwolenia przez wojska alianckie.  
18 kwietnia 1989 r. Instytut Jad Waszem uhonorował Rozalię Elster medalem „Sprawiedliwy wśród Narodów Świata”.